# دييغو غاليغو
دييغو غاليغو (بالألمانية: Diego Gallego) (و. 1982  م) هو راكب دراجة هوائية إسباني، ولد في برغش.

## روابط خارجية
- دييغو غاليغو على موقع الاتحاد الدولي للدراجات (الإنجليزية)
- دييغو غاليغو على موقع أرشيف الدراجات (الإنجليزية)
- دييغو غاليغو على موقع نسبة الدراجات (الإنجليزية)